# حفسرجة
حفسرجة قرية سورية تتبع ناحية أرمناز في منطقة حارم في محافظة إدلب. بلغ عدد سكانها 4,287 نسمة في عام 2004 حسب إحصاء المكتب المركزي للإحصاء.